# Coatbridge
Coatbridge (em scots:  Cotbrig ou Coatbrig, em gaélico escocês:  Drochaid a' Chòta) é uma cidade situada em North Lanarkshire, Escócia, a cerca de 13,7 km a leste de do centro de Glasgow, nas Terras Baixas centrais. A cidade, perto de Airdrie, faz parte da zona urbana da Grande Glasgow. Embora a mais antiga colónia conhecida da zona date da Idade da Pedra, Coatbridge tem o seu primeiro registo conhecido no século XII, numa Carta Régia concedida aos monges da Abadia de Newbattle pelo rei Malcolm IV. Coatbridge, juntamente com a vizinha Airdrie, forma a região conhecida como Monklands.
Nos últimos anos do século XVIII, a pequena região desenvolveu-se, passando de um conjunto disperso de hamlets para a cidade de Coatbridge. O progresso e crescimento da cidade esteve ligada de perto pelos avanços tecnológicos da Revolução Industrial e, em particular, com o processo hot blast (processo de aquecimento do ar para dentro de uma fornalha). Coatbridge foi um dos principais centros escoceses para trabalhos em ferro e minas de carvão durante o século XIX, e era descrita como o 'âmago industrial da Escócia' e o 'Burgh de ferro'.
Coatbridge também tinha a reputação de ter uma grande poluição do are excesso de lixo industrial. Contudo, na década de 1920, as minas de carvão estavam esgotadas e a industria do ferro em Coatbridge encontrava-se em declínio. Após a Grande Depressão, a ferraria Gartsherrie era a última que trabalhava o ferro na cidade. Uma publicação comentou que, na actual Coatbridge, o 'carvão, o ferro e o aço tornaram-se num legado de ferro-velho'.